# 髙橋朋己
髙橋 朋己（たかはし ともみ、1988年11月16日 - ）は、静岡県三島市出身の元プロ野球選手（投手）、野球解説者。左投左打。実姉はフリーアナウンサーの髙橋早紀。

## 経歴

### プロ入り前
三島市立中郷小学校2年生の時に「中郷ファイターズ」で野球を始め、当時は野手だった。三島市立中郷西中学校時代は「三島田方リトルシニア」で投手としてプレーした。
加藤学園高等学校では2年生の時に背番号「1」を背負うものの、3年生時では主に一塁手で夏には救援投手を務めた。怪我の影響もあってエースにはなれず、球速も最速129km/hに留まった。甲子園出場経験は無い。一方で大学に向けて練習していた際に、当時の監督から腹筋と背筋を鍛えるために命じられた薪割によって筋力がアップした。
岐阜聖徳学園大学1年生の時に東海地区大学野球・春季リーグ戦に登板、3年生時の春に最優秀投手賞を受賞した。大学時代の同期には井上公志がいた。
大学卒業後、西濃運輸に入社し、1年目に第82回都市対抗野球大会の2回戦・対JR東日本東北戦の9回一死で救援登板し、1回1/3を投げ自責点1で敗戦投手になった。2年目の第83回都市対抗野球大会では王子製紙の補強選手に選ばれ、1回戦・対JR東日本戦に3番手で救援登板し、4回2/3を投げ自責点0だった。その後9月に肩を痛めたため、第38回社会人野球日本選手権大会には出場しなかった。なお、社会人時代のチームメイトには小豆畑眞也がいた。
2012年10月25日に行われたプロ野球ドラフト会議で埼玉西武ライオンズに4巡目で指名され、契約金4000万円、年俸1000万円（金額は推定）で仮契約を結んだ。背番号は「43」。なお、加藤学園高校出身者では初のプロ入りとなった。

### 現役時代
2013年は左肩のリハビリを行った。8月15日に一軍登録され、同日の対福岡ソフトバンクホークス戦の6回にプロ初登板し、2/3回を投げ1失点だった。31日の対オリックス・バファローズ戦では同点の5回途中に救援登板し、1/3回を投げ無失点で初ホールドを挙げた。シーズン最終戦となった10月8日の対千葉ロッテマリーンズ戦では6回途中で救援登板し、1回2/3を投げ無失点で初勝利を挙げ、それと同時に13試合連続無失点を記録した。
2014年は開幕一軍入りを果たし、シーズン途中で抑え投手に指名され、4月19日の対オリックス戦でプロ初セーブを挙げた。25日のソフトバンク戦から無失点で5試合連続セーブを記録した。この年、チーム最多の29セーブとチーム3位の13ホールドを挙げた。同リーグの新人王争いではプロ1年目の石川歩（ロッテ）の後塵を拝したものの、記者投票での得票数は1位の石川に次いで多かった。シーズンオフの10月9日には日米野球2014の日本代表に選出された。同大会では第2戦と第5戦でそれぞれ1回ずつを投げ無失点だった。
2015年は開幕前から新加入のミゲル・メヒアとクローザーの座を競っていたが、オープン戦の結果によりミゲルが二軍へ降格した為、開幕からクローザーに抜擢された。3月27日からのオリックスとの開幕3連戦で、プロ野球史上初となる開幕3戦での3試合連続セーブを挙げると、31日の対東北楽天ゴールデンイーグルス戦でもセーブを挙げ、開幕からの連続試合セーブの日本記録を4に伸ばした。なお、登板5試合目となった4月5日の対ソフトバンク戦ではセーブはつかず、記録は途切れた。7月16日に、第1回WBSCプレミア12の日本代表第1次候補選手に選出されたことが発表された。監督選抜によりオールスターゲームのメンバーに選ばれ、7月18日に行われた第2戦において8回裏に6番手で登板し、1回を投げ1失点だった。しかし7月は8試合に登板したが、その内6試合で失点し、3失点で2敗目を喫した25日の対北海道日本ハムファイターズ戦の試合後には「投げることが怖い」と話した。同月下旬に中継ぎに配置転換され、8月6日の対楽天戦では先発から抑えに配置転換された牧田和久がセーブを挙げた。牧田が27日の対日本ハム戦で先発に戻ったことで再び抑えを任され、28日の対楽天戦で7月7日以来のセーブを挙げた。しかし、9月23日の対オリックス戦では8回に登板したが、打球を処理しようとした際に右足を捻って倒れ負傷交代し、25日に出場選手登録を抹消されたが、同日に行われた検査で右足の腓骨を骨折していたことが分かり、全治2 - 3か月と発表された。9月10日には第1回WBSCプレミア12の日本代表候補選手に選出されたことが発表されていたが、この骨折により同大会への出場も事実上不可能になった。
2016年は開幕を一軍で迎えたが、左肘の張りにより4月22日に出場選手登録を抹消された。その後、左肘内側側副靭帯の再建手術（トミー・ジョン手術）を受け、成功したことが7月26日に発表された。
2017年6月3日、二軍での対横浜DeNAベイスターズ戦の9回に救援登板し、1回を投げ無失点の成績で前年の手術からの実戦復帰を果たした。シーズン終盤の9月30日は一軍登録され、一軍では3試合に登板した。
2018年のオープン戦では、6試合で4回と2/3を投げ無失点と左肘の手術から復活をアピールし、2年ぶりに開幕を一軍で迎えた。しかし、シーズン初登板の3月31日の対北海道日本ハムファイターズ戦で左肩に違和感を訴えて一死もとれずに降板し、翌日には出場選手登録を抹消された。左肩関節痛の影響でその後は一軍、二軍とも登板することなくシーズンを終えた。10月29日、球団より翌年の契約を結ばない旨が通告されたが、その際に併せて報道されていた通り、11月14日に育成選手として再契約した。背番号は「123」になったが、球団は髙橋の復帰を期して元の背番号「43」を空き番にした。
2019年は1月にキャッチボールを再開し、ブルペンでの投球は続けていたが、この年のシーズン中に実戦登板は果たせなかった。秋季教育リーグのみやざきフェニックス・リーグに参加し、10月28日の韓国・斗山ベアーズ戦で約1年半ぶりの実戦復帰を果たし、その後は秋季キャンプにも参加した。なお、育成選手制度に従い、10月31日に自由契約公示されたが、育成選手として再度契約している。再契約の際、ゼネラルマネージャー（GM）の渡辺久信からは「（元の背番号の）43番はお前のためにとっておいてある」と再起を期待され、髙橋本人も「いわれてうれしかった。もう一回でいいからつけたい」と奮起した。
しかし、2020年も二軍公式戦への登板を果たせない日々が続き、8月に打撃投手を務めた際にも強い痛みを覚えたことも切っ掛けに、10月20日、現役引退を表明した。同日の引退会見にて、10月30日の対読売ジャイアンツ・ファーム最終戦（CAR3219フィールド）、9回に打者1人相手に引退登板する予定であることが発表されたが、現状について「ホームベースに届くかもわからない」と明かした。迎えた10月30日のファーム公式戦は予定通り、9回無死、2対2の同点の場面で登板。登板時には家族やGMの渡辺の他、隣接するメットライフドームで試合を控えていた一軍投手陣らも練習を一時中断して髙橋の登板を見守りに来ていた。このことを知った髙橋はブルペンでずっと泣いていたという。マウンドに上がる際には支配下登録時代の背番号「43」がコールされ、二軍戦では異例の登場曲も流された。イスラエル・モタ相手にストライクゾーンへの106km/hの直球を投げ込むと、その1球でショートフライに打ち取り、現役最後の登板を締め括った。試合後は二軍監督の松井稼頭央に促され、マウンド付近で10度胴上げされた。最終登板の際も「（全盛期を100とすると）マイナス100」というレベルで肩の調子が非常に悪く、鎮痛剤を飲んで当日に臨み、試合前に同級生のファーム・育成グループスタッフである大石達也とキャッチボールを行った際は大丈夫だったものの、ブルペンでは捕手を座らせて投げることができない状態だった。モタに投げた1球の際、「投げた瞬間に（肩が）バコッていった」という危ない状態で、「1球で終わって良かったなって。三振は取りたかったですけどね、正直」と振り返っている。試合翌日には西武の公式YouTubeチャンネルに髙橋の選手最後の1日に密着した動画が投稿された。

### 引退後
引退後は球団に残り、アカデミーのコーチとして野球少年たちの指導にあたる。その傍らフジテレビTWOの野球解説者としても並行して活動する。

## プレースタイル
- 投球フォームはサイドスローに近いスリークォーターで[67]、直球は140km/h台中盤から後半（プロ3年目現在）[18][68]、変化球はスライダー、スプリットなどを投げる[68]。2015年開幕前の春季キャンプではシンカーの習得を目指した[69]。
- 野球人生は「太く短く」が目標だと髙橋本人は語っている[70]。引退会見時、髙橋は「8年間、プロ野球選手としては短い時間でしたが、すごく濃い、いい時間を過ごすことができました。球団からは、リハビリで苦しいなか、変わらずいろんな選手と接してくれてありがとう、と言ってもらえたのがうれしかったです。腐らずやってきてよかったと思えました」と述べている[58]。

## 人物
- 漫画が好きで、髙橋の自宅にはおよそ500冊を収めた「漫画部屋」があり、入団時の入寮の際にはそのうち200冊を持参した[71][72]。また、2年目のシーズンオフには昇給した分で漫画を大人買いしたいと語った[71]。
- 現役時代、登場曲にE-girlsの「Follow Me」を起用しており、サビの「Follow Me」の部分を「TOMO Me」で合唱する応援スタイルが西武ファンの間で確立されていた[73]。この縁もあり2015年7月3日の西武プリンスドームで行われた埼玉西武ライオンズ対千葉ロッテマリーンズ戦の試合では、E-girlsから初のソロデビューとなったDream Amiのソロデビュー曲「ドレスを脱いだシンデレラ」のPRのための始球式で捕手を務めた[73]。
- 約2年の遠距離恋愛の末、2014年12月17日に一般人女性と結婚[21]。2015年9月に第一子（長女）が[74]、2018年1月に第二子（長男）が誕生している[75]。
- プロ入り後、母校の加藤学園高等学校に移動式ネットを寄付しており、野球環境整備に協力している[76]。

## 詳細情報

### 年度別投手成績
| 年 度     | 球 団     | 登 板 | 先 発 | 完 投 | 完 封 | 無 四 球 | 勝 利 | 敗 戦 | セ 丨 ブ | ホ 丨 ル ド | 勝 率 | 打 者 | 投 球 回 | 被 安 打 | 被 本 塁 打 | 与 四 球 | 敬 遠 | 与 死 球 | 奪 三 振 | 暴 投 | ボ 丨 ク | 失 点 | 自 責 点 | 防 御 率 | W H I P |
| --------- | --------- | ----- | ----- | ----- | ----- | -------- | ----- | ----- | -------- | ----------- | ----- | ----- | -------- | -------- | ----------- | -------- | ----- | -------- | -------- | ----- | -------- | ----- | -------- | -------- | ------- |
| 2013      | 西武      | 24    | 0     | 0     | 0     | 0        | 1     | 0     | 0        | 10          | 1.000 | 77    | 18.2     | 10       | 1           | 11       | 0     | 1        | 28       | 1     | 0        | 7     | 7        | 3.38     | 1.13    |
| 2014      | 西武      | 63    | 0     | 0     | 0     | 0        | 2     | 1     | 29       | 13          | .667  | 258   | 62.2     | 47       | 2           | 24       | 2     | 1        | 80       | 3     | 0        | 15    | 14       | 2.01     | 1.13    |
| 2015      | 西武      | 62    | 0     | 0     | 0     | 0        | 2     | 3     | 22       | 14          | .400  | 264   | 61.2     | 49       | 3           | 26       | 1     | 5        | 55       | 2     | 0        | 21    | 20       | 2.92     | 1.22    |
| 2016      | 西武      | 7     | 0     | 0     | 0     | 0        | 1     | 0     | 1        | 3           | 1.000 | 23    | 5.1      | 5        | 0           | 3        | 0     | 0        | 2        | 0     | 0        | 1     | 1        | 1.69     | 1.50    |
| 2017      | 西武      | 3     | 0     | 0     | 0     | 0        | 0     | 1     | 0        | 0           | .000  | 13    | 2.2      | 3        | 1           | 2        | 0     | 0        | 2        | 0     | 0        | 2     | 2        | 6.75     | 1.88    |
| 2018      | 西武      | 1     | 0     | 0     | 0     | 0        | 0     | 0     | 0        | 0           | ----  | 2     | 0.0      | 1        | 0           | 1        | 0     | 0        | 0        | 1     | 0        | 2     | 2        | ----     | ----    |
| 通算：6年 | 通算：6年 | 160   | 0     | 0     | 0     | 0        | 6     | 5     | 52       | 40          | .545  | 637   | 151.0    | 115      | 7           | 67       | 3     | 7        | 167      | 7     | 0        | 48    | 46       | 2.74     | 1.21    |

### 年度別守備成績
| 年 度 | 球 団 | 投手  | 投手  | 投手  | 投手  | 投手  | 投手     |
| 年 度 | 球 団 | 試 合 | 刺 殺 | 補 殺 | 失 策 | 併 殺 | 守 備 率 |
| ----- | ----- | ----- | ----- | ----- | ----- | ----- | -------- |
| 2013  | 西武  | 24    | 1     | 2     | 0     | 0     | 1.000    |
| 2014  | 西武  | 63    | 1     | 9     | 0     | 1     | 1.000    |
| 2015  | 西武  | 62    | 3     | 11    | 0     | 0     | 1.000    |
| 2016  | 西武  | 7     | 0     | 2     | 0     | 0     | 1.000    |
| 2017  | 西武  | 3     | 0     | 0     | 0     | 0     | ----     |
| 2018  | 西武  | 1     | 0     | 0     | 0     | 0     | ----     |
| 通算  | 通算  | 160   | 5     | 24    | 0     | 1     | 1.000    |

### 記録
初記録
- 初登板：2013年8月15日、福岡ソフトバンクホークス16回戦（西武ドーム）、6回表一死に4番手として救援登板、2/3回を1失点
- 初奪三振：2013年8月22日、千葉ロッテマリーンズ16回戦（QVCマリンフィールド）、7回裏に今江敏晃から空振り三振[77]
- 初ホールド：2013年8月31日、オリックス・バファローズ20回戦（西武ドーム）、6回表二死に2番手で救援登板、1/3回を無失点
- 初勝利：2013年10月8日、対千葉ロッテマリーンズ24回戦（西武ドーム）、6回一死に3番手で救援登板、1回2/3を無失点
- 初セーブ：2014年4月19日、オリックス・バファローズ5回戦（西武ドーム）、9回表2番手で救援登板・完了、1回無失点

その他の記録
- オールスターゲーム出場：1回（2015年）

### 背番号
- 43（2013年[10] - 2018年）
- 123（2019年[52] - 2020年）

### 登場曲
- 「Follow Me」E-girls（2013年 - 2020年）